# Piotr Czepłakow
Piotr Fiodorowicz Czepłakow (ros. Пётр Фёдорович Чеплаков, ur. 1906 w Baku, zm. 1985) – radziecki działacz partyjny, członek KC KPZR (1952-1956), II sekretarz KC Komunistycznej Partii (bolszewików) Azerbejdżanu (1938-1944), I sekretarz Sachalińskiego Komitetu Obwodowego WKP(b)/KPZR (1951-1960).
Od 1927 w WKP(b), 1929 słuchacz fakultetu robotniczego, później funkcjonariusz Komsomołu i partii. 1933 ukończył Azerbejdżański Instytut Naftowy, 1933-1934 nauczał w technikum naftowym w Baku, od 1934 sekretarz rejonowego komitetu KP(b)A, 1937 I sekretarz Ordżonikidzewskiego Komitetu Rejonowego KP(b)A w Baku. Od 1937 do maja 1938 kierownik wydziału zarządzania organami partyjnymi KP(b)A, od 1938 do marca 1944 II sekretarz KC KP(b)A. Od marca 1944 do września 1949 I sekretarz Komitetu Obwodowego WKP(b) w Groznym, 1949-1951 słuchacz kursów przy KC WKP(b), od 15 czerwca 1951 do 25 sierpnia 1960 I sekretarz Sachalińskiego Komitetu Obwodowego WKP(b)/KPZR. Od 14 października 1952 do 14 lutego 1956 członek KC KPZR, od 25 lutego 1956 do 17 października 1961. Deputowany do Rady Najwyższej ZSRR od 1 do 5 kadencji.

## Odznaczenia
- Order Lenina (trzykrotnie)
- Order Czerwonego Sztandaru Pracy (3 września 1956)
- Order Wojny Ojczyźnianej I klasy